# Dodona durga
Dodona durga is een vlindersoort uit de familie van de prachtvlinders (Riodinidae), onderfamilie Nemeobiinae.
Dodona durga werd in 1844 beschreven door Kollar.